# Allium blomfieldianum
Allium blomfieldianum — вид рослин з родини амарилісових (Amaryllidaceae); поширений у Лівії та Єгипті.

## Опис
Цибулина яйцювата, 15–20 × 10–15 мм. Листків 3–5, лінійні, голі, 5–15 см × 3–9 мм, верхівка гостра. Стеблин 1–2, ± прямовисні, ± круглі в перерізі, слабко 2-кутові, суцільні, голі, 3–9 см завдовжки, 1–2 мм у діаметрі. Суцвіття багатоквіткове, сферичне, 2–4 см у діаметрі; без цибулинок; квітконіжки ± рівні, 8–15 мм завдовжки. Листочки оцвітини ≈ на 0.5 мм прилягають до основи ниток, сріблясто-кремові; зовнішні — ± круглі, 6–8 × 5–8 мм, верхівка від гострої до широко тупої, край слабко хвилястий; внутрішні — трохи довші й вужчі. Пиляки жовті. Плоди ± кулясті, ≈ 4 мм у діаметрі. Насіння 1.5–3 × 1–2 мм, чорне.
Період цвітіння: січень — березень.

## Поширення
Поширений у північно-східній Лівії та північному Єгипті.
Зростає здебільшого на піщаному ґрунті, але також на глинистому та кам'янистому ґрунті, і на низьких кам'янистих пагорбах; висота 0–100 м.